# 하이브리드 카드
하이브리드 카드(Hybrid Card)는 체크카드에 소액신용한도를 공여한 체크카드와 신용카드의 기능을 결합한 형태의 카드이다. 대한민국의 관련 법령에서는 신용형 직불카드로 칭한다.

## 역사
하이브리드 카드는 1995년 주식회사 지오비 권오석 대표가 창안한 복합기능의 적립식 카드이다. 2002년 국민카드에서 자사의 체크카드에 최대 100만원대의 신용한도를 부여하기도 하였으나, 2006년에 발급이 중단되었다.
요새 나오는 하이브리드 카드는 체크카드 활성화에 힘입어 2012년 초 NH농협카드의 즉시불 결제 서비스로, 발급을 시작한 이래, 전 금융권으로 확대되고 있다.

## 특징
- 순수한 체크카드와는 달리 24시간 사용이 가능하다.
- 신용한도와 통장 잔고 중 한 가지만 적용이 가능하다. 예를 들어, 3만원어치 물건을 사려는데 통장 잔고가 2만원만 있으면 전액 신용한도로 결제되며, 3만원 미만의 신용한도가 남아있으면 승인이 거절된다.
- 기본적으로 체크카드이므로 일시불 결제만 가능하다.
- 순수 체크카드와 달리 신용결제 기능을 갖고 있기 때문에 여신전문금융업법에 의거하여 청소년보호법상, 만 19세 미만의 미성년자는 발급이 되지 않는다.
- 제주은행, BNK금융그룹, 농협, 씨티은행, 인터넷 전문은행, 스탠다드차타드 은행, 대부분의 저축은행, 산림조합은 하이브리드 카드 연결이 불가능하며 국민, 현대, 비씨는 연회비가 부과된다.

## 취급 기관
- 하나카드
- 우리카드
- 신한카드
- 국민카드
- 현대카드(산업은행-해외결제불가)
- 롯데카드 체크플러스(JB금융지주, 수협-해외결제불가)
- 대구은행[5]
- 중소기업은행(비씨카드 정회원사 중 유일하게 취급)
- 우정사업본부
- 새마을금고중앙회(크림하이브리드)
- 신용협동조합
- NH농협카드[6]

## 같이 보기
- 신용카드
- 체크카드